# Ambrières-les-Vallées
Ambrières-les-Vallées – miejscowość i gmina we Francji, w regionie Kraj Loary, w departamencie Mayenne.
Według danych na rok 1990 gminę zamieszkiwało 2841 osób, a gęstość zaludnienia wynosiła 73 osób/km² (wśród 1504 gmin Kraju Loary Ambrières-les-Vallées plasuje się na 181. miejscu pod względem liczby ludności, natomiast pod względem powierzchni na miejscu 153.).